# Karabinek Typ 86
Typ 86 – chiński karabinek automatyczny kalibru 7,62 x 39 mm. Była to opracowana w latach 1985–1987 wersja karabinka Typ 56, zbudowana w układzie bullpup. Po pierwszej prezentacji w 1987 roku wyprodukowany w krótkiej serii.
Prawdopodobnie miała być to konstrukcja eksperymentalna, wprowadzona na uzbrojenie w niewielkiej ilości w celu określenia wad i zalet broni w układzie bullpup. Niektóre testowane rozwiązania (np. rękojeść przeładowania umieszczoną na szczycie komory zamkowej pod dużym chwytem transportowym) zostały zastosowane w karabinku automatycznym Typ 95.
Poza wersją samoczynno-samopowtarzalną dla armii chińskiej, na amerykański rynek cywilny produkowano także odmianę samopowtarzalną (Typ 86S).